# (375) Урсула
(375) Урсула (лат. Ursula) — очень крупный астероид главного пояса, который открыл 18 сентября 1893 года французский астроном Огюст Шарлуа в обсерватории Ниццы. Происхождение названия неизвестно.
- Орбита астероида Урсула и его положение в Солнечной системе

Покрытие звёзд этим астероидом было зафиксировано 15 ноября 1984 года, именно тогда был определён диаметр Урсулы.